# Rozkułaczanie

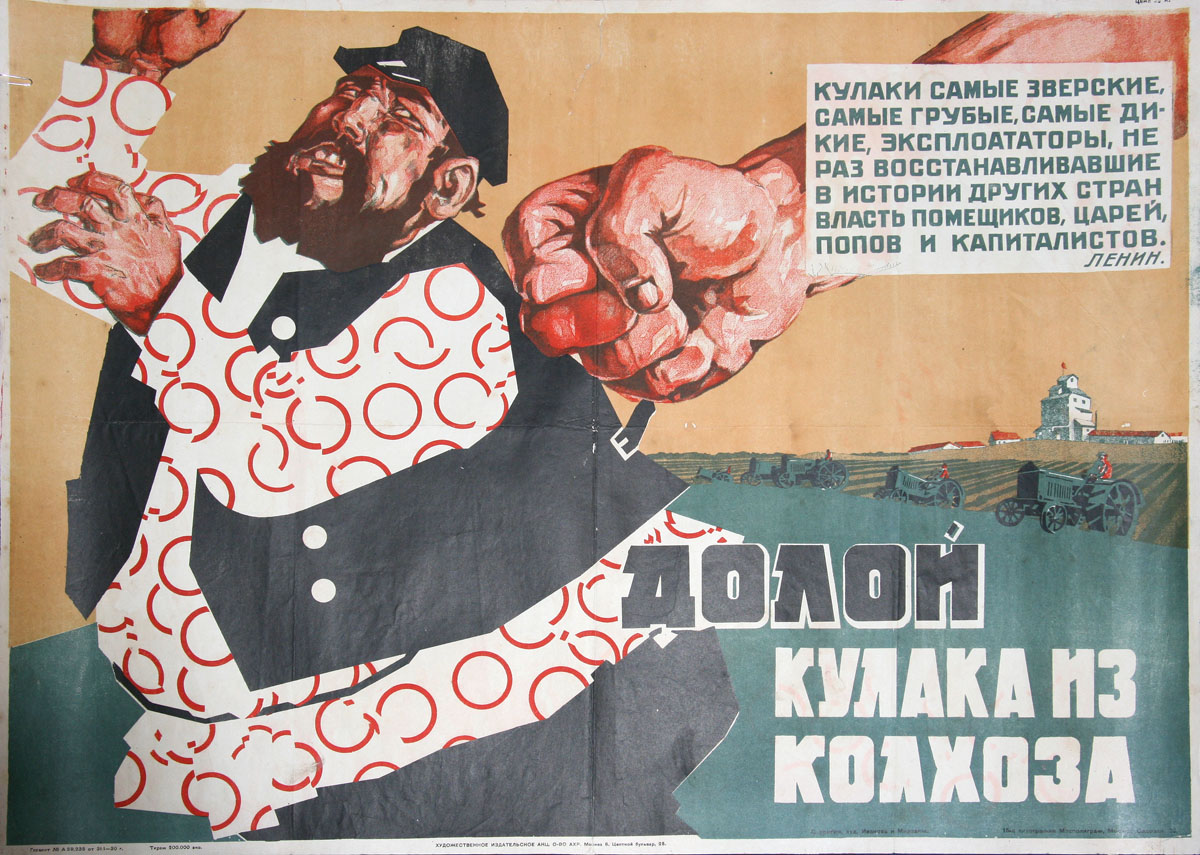
Plakat propagandowy z okresu rozkułaczania

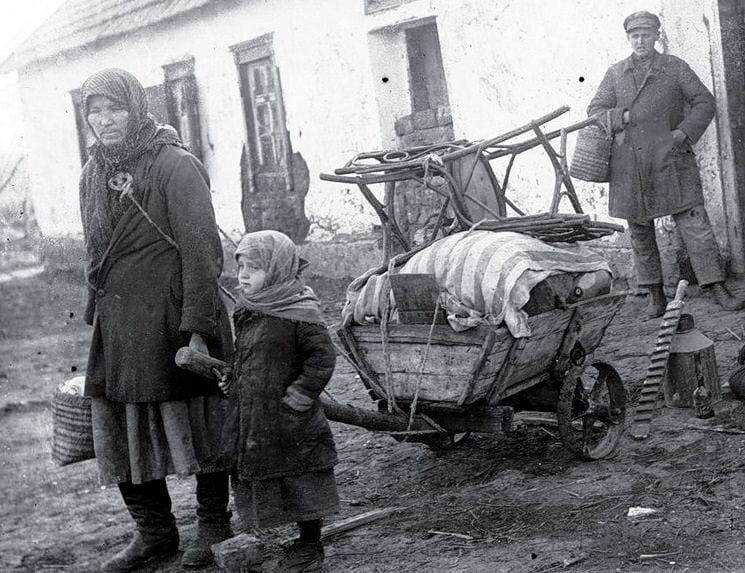
Rodzina wypędzona z domu ok. 1932 (rozkułaczanie w obwodzie donieckim), w czasie kolektywizacji w ZSRR

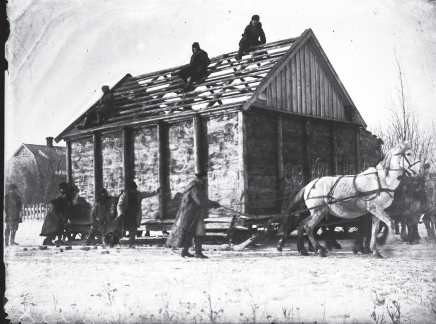
Przewożenie kułackiej stodoły do kołchozu. Rozkułaczenie w obwodzie donieckim 1930

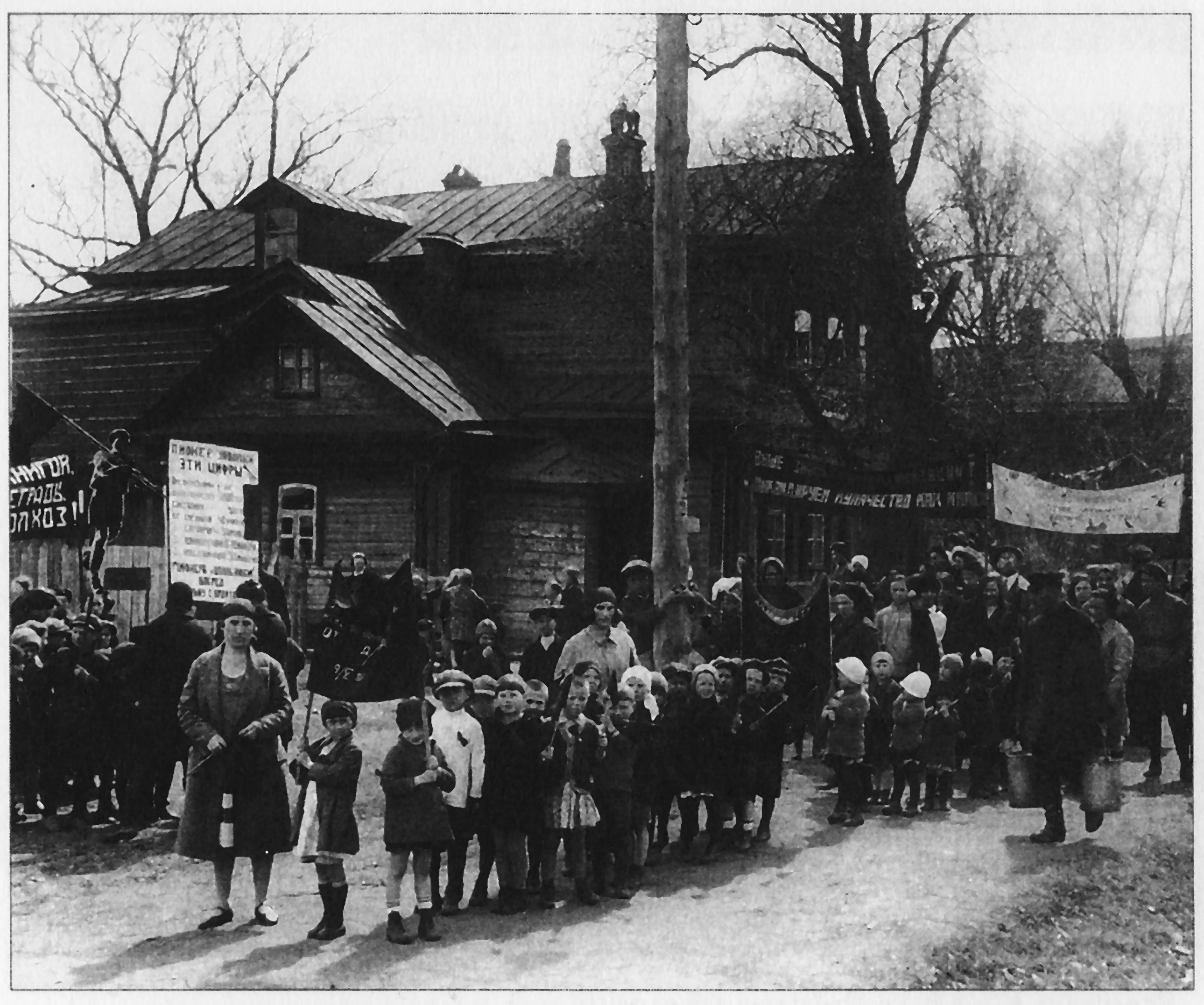
Parada pod hasłami „Zlikwidujemy kułaków jako klasę” i „Wszyscy do walki z sabotażystami rolnictwa”

Rozkułaczanie – metoda brutalnych represji wobec chłopów będących właścicielami gospodarstw rolnych (kułaków), stosowana w ZSRR w czasach przymusowej kolektywizacji (1929–1934), po rezygnacji z polityki NEP.
Celem było przeobrażenie wsi w ZSRR w duchu komunistycznym, obejmującą przymusową kolektywizację (likwidacja indywidualnych gospodarstw rolnych i przejęcie ich ziemi przez kołchozy) oraz przekształcenie chłopów (producentów rolnych) w pracowników zatrudnionych w uspołecznionych przedsiębiorstwach rolnych (proletariat wiejski). Represyjność rozkułaczania służyła zastraszaniu całej wsi; miała zmusić chłopów do wstąpienia do kołchozu i „dobrowolnego” wyzbycia się indywidualnej własności ziemi.

## Polityka wobec kułaków
W ideologii bolszewickiej chłopi-właściciele indywidualnych gospodarstw rolnych byli uważani za element kapitalistyczny (podobnie jak drobnomieszczaństwo), a więc wrogi idei komunizmu, gdyż ich siła ekonomiczna i społeczna tożsamość opierała się na indywidualnej własności ziemi. Stąd już w początkach rewolucji pojawiały się głosy, że chłopstwo należy zniszczyć, a rolnictwo oprzeć o uspołecznione formy władania ziemią (własność państwowa sowchoz bądź spółdzielnie pozostające pod ścisłą kontrolą państwa – kołchoz czy artel). Bolszewicy zdawali sobie jednak sprawę, że realizacja takiej polityki zniechęci do nich chłopów w sytuacji, gdy władza komunistyczna była jeszcze nieokrzepła i trwała wojna domowa w Rosji. Dlatego też do końca epoki NEP takie stanowisko nie było forsowane, a władze sowieckie zdawały się sprzyjać drobnym rolnikom indywidualnym, mimo propagandowych haseł „ograniczania kułactwa” czy „wypierania elementów kapitalistycznych” ze wsi. Na szczytach aparatu władzy trwał jednak spór co do dalszych losów rolnictwa i chłopów w ZSRR (przeciwnikami przyśpieszonej kolektywizacji byli m.in. Aleksiej Rykow i Nikołaj Bucharin, co zostało określone jako odchylenie prawicowe).
W 1928 r. nastąpiło odejście od NEP, w rolnictwie władze komunistyczne zaczęły forsować kolektywizację. Chłopi-właściciele gospodarstw rolnych nie byli zainteresowani wyzbywaniem się ziemi i wstępowaniem do kołchozów, mimo uporczywej akcji propagandowej ze strony państwa. Władze sowieckie zdały sobie sprawę, że jedynie terrorem można zmusić chłopów do wstępowania do kołchozów. 21 stycznia 1930 w gazecie „Krasnaja Zwiezda” ukazał się artykuł Stalina, określający cele polityki państwa sowieckiego wobec wsi:

„Dla wyparcia kułactwa jako klasy nie wystarcza jego ograniczanie czy wypieranie poszczególnych grup. Dla wyparcia kułactwa jako klasy trzeba w otwartym boju przełamać opór tej klasy i pozbawić ją produkcyjnych podstaw egzystencji i rozwoju (swobodne władanie ziemią, narzędzia produkcji, dzierżawa, prawo do najmowania pracowników itd.).
To jest powrót do polityki likwidacji kułactwa jako klasy. Bez niego dyskusja o wypieraniu kułactwa jako klasy to jedynie czcza gadanina, korzystna tylko dla prawicowych odchyleńców. Bez niego nie do pomyślenia jest jakakolwiek poważna, a tym bardziej przyśpieszona, kolektywizacja wsi”.

30 stycznia 1930 biuro polityczne KC WKP(b) przyjęło uchwałę „O metodach likwidacji gospodarstw kułackich w rejonach przyśpieszonej kolektywizacji”, która przekładała tezy artykułu Stalina na konkretne działania aparatu represji. 2 lutego 1930 Jeżow podpisał rozkaz nr 44/21:

„w najbliższym czasie kułakowi, zwłaszcza jego bogatej aktywnej kontrrewolucyjnej części, powinien zostać zadany miażdżący cios. Opór kułaka powinien być i będzie ostatecznie złamany”.

## Definicja kułaka
Nie było żadnych ustalonych kryteriów uznania rodziny chłopskiej za kułacką. Jako pretekst wystarczył nieco lepszy dom (ściany podmurowane, a nie drewniane, na dachu gont zamiast strzechy), nieco większa obora, piec do wypiekania chleba w domu, posiadanie konia itp. Częstą przyczyną uznania za kułaka podlegającego natychmiastowemu rozkułaczaniu było znalezienie podczas inspekcji w gospodarstwie nawet niewielkiej ilości ziarna w okresach, gdy ziarno podlegało obowiązkowej konfiskacie.
W praktyce o wszystkim decydowały lokalne władze partyjne, biorąc pod uwagę postępy kolektywizacji w ich rejonie, wywiązywanie się chłopów z obowiązkowych dostaw żywności, czy wreszcie narzucone im centralnie normy rozkułaczania. Przy sporządzaniu list kułaków przeznaczonych do rozkułaczenia szeroko wykorzystywano donosy sąsiedzkie oraz informacje dostarczane przez kombiedy (utworzone przez bolszewików komitety biedoty wiejskiej).

## Przebieg rozkułaczania
Dla uzyskania odpowiedniego efektu zastraszania na miejsce rozkułaczania spędzano całą wieś i zachęcano do współudziału. W akcji uczestniczył lokalny aktyw partyjny, członkowie komitetów biedoty. W rejonach, gdzie spodziewano się oporu, akcję zabezpieczały oddziały OGPU. Rozkułaczanie obejmowało odebranie inwentarza żywego, wyburzenie domu lub zabudowań gospodarczych. W przypadku oporu stosowano rozstrzelanie. Ziemię rolną przejmował kołchoz.
Aktywni uczestnicy i członkowie komitetów biedoty mogli liczyć na wynagrodzenie w postaci udziału w rozgrabionym majątku. Otrzymywali sprzęty domowe, mniejszy inwentarz lub skonfiskowaną żywność. Surowo zakazywano udzielania jakiejkolwiek pomocy rozkułaczonym jako wrogom ludu. Chłop uznany za kułaka i jego rodzina podlegał deportacji do obozów GUŁAG-u lub zesłaniu do odległych rejonów ZSRR. Jeżeli uniknął deportacji, nie wolno mu było pozostać w rodzinnej wsi, w szczególności zakazane było przyjmowanie byłych kułaków do kołchozów. Z tego względu rodziny rozkułaczonych – o ile nie zostały zesłane – były zmuszane do emigracji do miast, gdzie trwała forsowna industrializacja w ramach pierwszej pięciolatki.
Po ogłoszeniu przez Stalina programu przyśpieszonej kolektywizacji oraz „likwidacji kułactwa jako klasy” rozkułaczanie było stosowane masowo. W przypadku szczególnie opornych rejonów Rosji i Ukrainy rozkułaczaniu poddawano niejednokrotnie wszystkie gospodarstwa we wsi.